# Cantonul Sabres
Cantonul Sabres este un canton din arondismentul Mont-de-Marsan, departamentul Landes, regiunea Aquitania, Franța.

## Comune
| Comune     | Populație (1999) | Cod poștal | Cod INSEE |
| ---------- | ---------------- | ---------- | --------- |
| Commensacq | 380              | 40210      | 40085     |
| Escource   | 595              | 40210      | 40094     |
| Labouheyre | 2 534            | 40210      | 40134     |
| Lüe        | 495              | 40210      | 40163     |
| Luglon     | 315              | 40630      | 40165     |
| Sabres     | 1 193            | 40630      | 40246     |
| Solférino  | 350              | 40210      | 40303     |
| Trensacq   | 276              | 40630      | 40319     |